# Ren Nikaidō
Ren Nikaidō (jap. 二階堂蓮 Nikaidō Ren; ur. 24 maja 2001 w Ebetsu) – japoński skoczek narciarski. Trzeci zawodnik klasyfikacji generalnej Letniego Grand Prix 2023. Medalista mistrzostw kraju.
Skoczkiem narciarskim był również jego ojciec, Manabu Nikaidō.

## Przebieg kariery
W FIS Cupie zadebiutował 17 września 2016 w Hinterzarten, zajmując 62. miejsce. Pierwsze punkty tego cyklu zdobył w styczniu 2017 w Eau Claire, gdzie zajął 17. i 13. pozycję. Wystąpił na Mistrzostwach Świata Juniorów 2017, na których był 29. indywidualnie i 4. w drużynie męskiej. W lipcu 2017 zadebiutował w Letnim Pucharze Kontynentalnym, zajmując 48. miejsce w zawodach w Kranju. W grudniu 2017 w swoim pierwszym starcie w zimowej edycji Pucharu Kontynentalnego został zdyskwalifikowany. Na Mistrzostwach Świata Juniorów 2018 zajął 52. pozycję indywidualnie.
We wrześniu 2018 dwukrotnie zwyciężył w konkursach FIS Cupu w Râșnovie. Na Mistrzostwach Świata Juniorów 2019 zajął 4. miejsce w drużynie męskiej i 7. w mieszanej. 25 stycznia 2020 zdobył pierwsze w karierze punkty Pucharu Kontynentalnego dzięki zajęciu 18. miejsca w Sapporo. 1 lutego 2020 w zawodach na tej samej skoczni zadebiutował w Pucharze Świata, zajmując 35. pozycję. Na Mistrzostwach Świata Juniorów 2020 indywidualnie był 14., w drużynie męskiej 5., a w zespole mieszanym zajął 9. miejsce, zaś w 2021 był 6. zarówno indywidualnie, jak i w drużynie męskiej. W sezonie 2021/2022 w Pucharze Kontynentalnym najwyżej sklasyfikowany był na 4. miejscu latem i na 9. zimą.
We wrześniu 2022 po raz pierwszy w karierze stanął na podium zawodów Letniego Pucharu Kontynentalnego, zajmując dwukrotnie 2. pozycję w Lillehammer. 17 września 2022 odniósł zwycięstwo w zawodach indywidualnych Letniego Grand Prix w Râșnovie. 5 listopada 2022 zajął 28. miejsce w inaugurujących Puchar Świata 2022/2023 zawodach w Wiśle, zdobywając pierwsze w karierze punkty tego cyklu. W dalszej części sezonu regularnie występował w PŚ, a w najlepszej trzydziestce znalazł się jeszcze 6 razy. Najwyżej klasyfikowany był na 14. pozycji, którą zajął 14 stycznia 2023 w Sapporo. Wystąpił na Mistrzostwach Świata w Narciarstwie Klasycznym 2023. Indywidualnie był 43. na skoczni normalnej i 32. na dużej, a w drużynie męskiej zajął 7. miejsce.
Wziął udział we wszystkich konkursach Letniego Grand Prix 2023, sześciokrotnie kończąc je w pierwszej dziesiątce. Raz stanął na podium, konkurs w Râșnovie 23 września kończąc na 2. pozycji. Cały cykl ukończył na 3. miejscu w klasyfikacji generalnej, zdobywając 315 punktów. W sezonie 2023/2024 Pucharu Świata regularnie zdobywał punkty. 21 stycznia 2024 po raz pierwszy w karierze ukończył zawody cyklu w najlepszej dziesiątce, zajmując 10. lokatę w Zakopanem. Wystąpił następnie na Mistrzostwach Świata w Lotach Narciarskich 2024, na których indywidualnie był 30. po dyskwalifikacji w drugiej serii, a w zawodach drużynowych zajął 5. miejsce. 18 lutego w Sapporo zajął najwyższą w sezonie, 7. pozycję w zawodach Pucharu Świata. W klasyfikacji generalnej cykl ukończył na 22. miejscu z 449 punktami.
W Letnim Grand Prix 2024 raz stanął na podium, 22 września zajmując 2. miejsce w Râșnovie. W sezonie 2024/2025 Pucharu Świata osiągał podobne wyniki, co w poprzednim. Łącznie siedmiokrotnie zajmował lokaty w czołowej dziesiątce zawodów indywidualnych. Najwyżej sklasyfikowany był na 6. pozycji, którą zajął 8 grudnia 2024 w Wiśle. Sezon ukończył na 19. miejscu w klasyfikacji generalnej z 444 punktami. Wystąpił na Mistrzostwach Świata w Narciarstwie Klasycznym 2025. Indywidualny konkurs na skoczni normalnej ukończył na 22., a na skoczni dużej – na 42. lokacie, zaś zarówno w drużynie mieszanej, jak i męskiej zajął 5. pozycję.
Jest medalistą mistrzostw Japonii. W 2022 zdobył złoty medal na skoczni normalnej oraz brązowy na dużej, w 2023 złoty na dużej, a w 2024 srebrny na dużej.

## Mistrzostwa świata

### Indywidualnie
| 2023 Planica   | – | 43. miejsce (K-95), 32. miejsce (K-125) |
| 2025 Trondheim | – | 22. miejsce (K-94), 42. miejsce (K-124) |

#### Drużynowo
| 2023 Planica   | – | 7. miejsce (K-125)                                      |
| 2025 Trondheim | – | 5. miejsce (drużyna mieszana/K-124), 5. miejsce (K-124) |

### Starty R. Nikaidō na mistrzostwach świata – szczegółowo
| Miejsce | Dzień     | Rok  | Miejscowość | Skocznia            | Punkt K | HS     | Konkurs      | Skok 1  | Skok 2  | Nota                   | Strata    | Zwycięzca      |
| ------- | --------- | ---- | ----------- | ------------------- | ------- | ------ | ------------ | ------- | ------- | ---------------------- | --------- | -------------- |
| 43.     | 25 lutego | 2023 | Planica     | Srednja skakalnica  | K-95    | HS-102 | indywid.     | 91,5 m  | –       | 105,9 pkt              | 155,9 pkt | Piotr Żyła     |
| 32.     | 3 marca   | 2023 | Planica     | Bloudkova velikanka | K-125   | HS-138 | indywid.     | 121,5 m | –       | 110,2 pkt              | 177,3 pkt | Timi Zajc      |
| 7.      | 4 marca   | 2023 | Planica     | Bloudkova velikanka | K-125   | HS-138 | druż.        | 118,0 m | 124,0 m | 1011,0 pkt (249,1 pkt) | 167,9 pkt | Słowenia       |
| 22.     | 2 marca   | 2025 | Trondheim   | Granåsen            | K-94    | HS-102 | indywid.     | 99,5 m  | 96,5 m  | 223,8 pkt              | 41,7 pkt  | Marius Lindvik |
| 5.      | 5 marca   | 2025 | Trondheim   | Granåsen            | K-124   | HS-138 | druż. miesz. | 123,0 m | 117,0 m | 785,8 pkt (210,8 pkt)  | 234,6 pkt | Norwegia       |
| 5.      | 6 marca   | 2025 | Trondheim   | Granåsen            | K-124   | HS-138 | druż.        | 122,0 m | 123,5 m | 965,2 pkt (229,3 pkt)  | 115,6 pkt | Słowenia       |
| 42.     | 8 marca   | 2025 | Trondheim   | Granåsen            | K-124   | HS-138 | indywid.     | 113,5 m | –       | 98,0 pkt               | 203,8 pkt | Domen Prevc    |

## Mistrzostwa świata w lotach

### Indywidualnie
| 2024 Tauplitz | – | 30. miejsce |

### Drużynowo
| 2024 Tauplitz | – | 5. miejsce |

### Starty R. Nikaidō na mistrzostwach świata w lotach – szczegółowo
| Miejsce | Dzień          | Rok  | Miejscowość | Skocznia | Punkt K | HS     | Konkurs  | Skok 1  | Skok 2  | Skok 3  | Skok 4  | Nota                   | Strata    | Zwycięzca    |
| ------- | -------------- | ---- | ----------- | -------- | ------- | ------ | -------- | ------- | ------- | ------- | ------- | ---------------------- | --------- | ------------ |
| 30.     | 26–27 stycznia | 2024 | Tauplitz    | Kulm     | K-200   | HS-235 | indywid. | 194,0 m | DSQ     | 178,5 m | –       | 342,1 pkt              | 305,3 pkt | Stefan Kraft |
| 5.      | 28 stycznia    | 2024 | Tauplitz    | Kulm     | K-200   | HS-235 | druż.    | 214,0 m | 214,0 m | 206,5 m | 206,5 m | 1493,0 pkt (378,2 pkt) | 122,4 pkt | Słowenia     |

## Mistrzostwa świata juniorów

### Indywidualnie
| 2017 Park City      | – | 29. miejsce |
| 2018 Kandersteg     | – | 52. miejsce |
| 2020 Oberwiesenthal | – | 14. miejsce |
| 2021 Lahti          | – | 6. miejsce  |

### Drużynowo
| 2017 Park City      | – | 4. miejsce                                |
| 2019 Lahti          | – | 4. miejsce, 7. miejsce (drużyna mieszana) |
| 2020 Oberwiesenthal | – | 5. miejsce, 9. miejsce (drużyna mieszana) |
| 2021 Lahti          | – | 6. miejsce                                |

### Starty R. Nikaidō na mistrzostwach świata juniorów – szczegółowo
| Miejsce | Dzień       | Rok  | Miejscowość    | Skocznia            | Punkt K | HS     | Konkurs      | Skok 1 | Skok 2 | Nota                  | Strata    | Zwycięzca         |
| ------- | ----------- | ---- | -------------- | ------------------- | ------- | ------ | ------------ | ------ | ------ | --------------------- | --------- | ----------------- |
| 29.     | 1 lutego    | 2017 | Park City      | Utah Olympic Park   | K-90    | HS-100 | indywid.     | 85,0 m | 87,5 m | 224,9 pkt             | 38,3 pkt  | Viktor Polášek    |
| 4.      | 3 lutego    | 2017 | Park City      | Utah Olympic Park   | K-90    | HS-100 | druż.        | 83,0 m | 87,0 m | 870,2 pkt (206,3 pkt) | 62,1 pkt  | Słowenia          |
| 52.     | 1 lutego    | 2018 | Kandersteg     | Lötschberg-Schanze  | K-95    | HS-106 | indywid.     | 83,5 m | –      | 74,9 pkt              | 216,5 pkt | Marius Lindvik    |
| 4.      | 26 stycznia | 2019 | Lahti          | Salpausselkä        | K-90    | HS-100 | druż.        | 89,5 m | 86,0 m | 908,8 pkt (218,6 pkt) | 70,9 pkt  | Niemcy            |
| 7.      | 28 stycznia | 2019 | Lahti          | Salpausselkä        | K-90    | HS-100 | druż. miesz. | 87,5 m | 89,0 m | 932,9 pkt (229,0 pkt) | 51,5 pkt  | Rosja             |
| 14.     | 5 marca     | 2020 | Oberwiesenthal | Fichtelbergschanzen | K-95    | HS-105 | indywid.     | 96,0 m | 98,5 m | 195,9 pkt             | 42,4 pkt  | Peter Resinger    |
| 5.      | 7 marca     | 2020 | Oberwiesenthal | Fichtelbergschanzen | K-95    | HS-105 | druż.        | 95,0 m | 97,0 m | 759,2 pkt (208,0 pkt) | 141,1 pkt | Słowenia          |
| 9.      | 8 marca     | 2020 | Oberwiesenthal | Fichtelbergschanzen | K-95    | HS-105 | druż. miesz. | 97,0 m | –      | 407,0 pkt (121,8 pkt) | 616,3 pkt | Austria           |
| 6.      | 11 lutego   | 2021 | Lahti          | Salpausselkä        | K-90    | HS-100 | indywid.     | 95,5 m | 93,0 m | 250,8 pkt             | 13,1 pkt  | Niklas Bachlinger |
| 6.      | 12 lutego   | 2021 | Lahti          | Salpausselkä        | K-90    | HS-100 | druż.        | 91,5 m | 94,5 m | 827,4 pkt (247,1 pkt) | 158,8 pkt | Austria           |

## Puchar Świata

### Miejsca w klasyfikacji generalnej
| Sezon     | Miejsce |
| --------- | ------- |
| 2022/2023 | 43.     |
| 2023/2024 | 22.     |
| 2024/2025 | 19.     |

### Miejsca w poszczególnych konkursach indywidualnychPucharu Świata
stan po zakończeniu sezonu 2024/2025
| Źródło | Źródło            | Źródło            | Źródło            | Źródło                 | Źródło                 | Źródło                 | Źródło                 | Źródło                       | Źródło                       | Źródło              | Źródło                       | Źródło          | Źródło                 | Źródło                 | Źródło           | Źródło                | Źródło                | Źródło          | Źródło                | Źródło                | Źródło            | Źródło        | Źródło      | Źródło          | Źródło            | Źródło            | Źródło          | Źródło          | Źródło          | Źródło        | Źródło        | Źródło | Źródło | Źródło | Źródło | Źródło | Źródło | Źródło | Źródło | Źródło | Źródło | Źródło | Źródło | Źródło | Źródło | Źródło | Źródło | Źródło | Źródło |        |
| --- | ----------------- | ----------------- | ----------------- | ---------------------- | ---------------------- | ---------------------- | ---------------------- | ---------------------------- | ---------------------------- | ------------------- | ---------------------------- | --------------- | ---------------------- | ---------------------- | ---------------- | --------------------- | --------------------- | --------------- | --------------------- | --------------------- | ----------------- | ------------- | ----------- | --------------- | ----------------- | ----------------- | --------------- | --------------- | --------------- | ------------- | ------------- | ------ | ------ | ------ | ------ | ------ | ------ | ------ | ------ | ------ | ------ | ------ | ------ | ------ | ------ | ------ | ------ | ------ | ------ | ------ |
| Sezon 2019/2020 |                   |                   |                   |                        |                        |                        |                        |                              |                              |                     |                              |                 |                        |                        |                  |                       |                       |                 |                       |                       |                   |               |             |                 |                   |                   |                 |                 |                 |               |               |        |        |        |        |        |        |        |        |        |        |        |        |        |        |        |        |        |        |        |
| Wisła HS134 | Ruka HS142        | Niżny Tagił HS134 | Niżny Tagił HS134 | Klingenthal HS140      | Engelberg HS140        | Engelberg HS140        | Oberstdorf HS137       | Garmisch-Partenkirchen HS142 | Innsbruck HS130              | Bischofshofen HS142 | Predazzo HS104               | Predazzo HS104  | Titisee-Neustadt HS142 | Titisee-Neustadt HS142 | Zakopane HS140   | Sapporo HS137         | Sapporo HS137         | Willingen HS145 | Bad Mitterndorf HS235 | Bad Mitterndorf HS235 | Râșnov HS97       | Râșnov HS97   | Lahti HS130 | Lahti HS130     | Lillehammer HS140 | Lillehammer HS140 | punkty          | punkty          | punkty          | punkty        | punkty        | punkty | punkty | punkty | punkty | punkty | punkty | punkty | punkty | punkty | punkty | punkty | punkty | punkty | punkty |        |        |        |        |        |
| - | -                 | -                 | -                 | -                      | -                      | -                      | -                      | -                            | -                            | -                   | -                            | -               | -                      | -                      | -                | 35                    | 46                    | -               | -                     | -                     | -                 | -             | -           | -               | -                 | -                 | 0               | 0               | 0               | 0             | 0             | 0      | 0      | 0      | 0      | 0      | 0      | 0      | 0      | 0      | 0      | 0      | 0      | 0      | 0      |        |        |        |        |        |
| Sezon 2022/2023 |                   |                   |                   |                        |                        |                        |                        |                              |                              |                     |                              |                 |                        |                        |                  |                       |                       |                 |                       |                       |                   |               |             |                 |                   |                   |                 |                 |                 |               |               |        |        |        |        |        |        |        |        |        |        |        |        |        |        |        |        |        |        |        |
| Wisła HS134 | Wisła HS134       | Ruka HS142        | Ruka HS142        | Titisee-Neustadt HS142 | Titisee-Neustadt HS142 | Engelberg HS140        | Engelberg HS140        | Oberstdorf HS137             | Garmisch-Partenkirchen HS142 | Innsbruck HS128     | Bischofshofen HS142          | Zakopane HS140  | Sapporo HS137          | Sapporo HS137          | Sapporo HS137    | Bad Mitterndorf HS235 | Bad Mitterndorf HS235 | Willingen HS147 | Willingen HS147       | Lake Placid HS128     | Lake Placid HS128 | Râșnov HS97   | Oslo HS134  | Oslo HS134      | Lillehammer HS140 | Lillehammer HS140 | Vikersund HS240 | Vikersund HS240 | Lahti HS130     | Planica HS240 | Planica HS240 | punkty |        |        |        |        |        |        |        |        |        |        |        |        |        |        |        |        |        |        |
| 28 | 38                | 42                | q                 | 45                     | 44                     | 48                     | 47                     | q                            | 41                           | 49                  | 37                           | -               | 32                     | 30                     | 14               | 35                    | q                     | 47              | 27                    | 32                    | 17                | -             | 24          | 29              | -                 | -                 | -               | -               | -               | -             | -             | 49     |        |        |        |        |        |        |        |        |        |        |        |        |        |        |        |        |        |        |
| Sezon 2023/2024 |                   |                   |                   |                        |                        |                        |                        |                              |                              |                     |                              |                 |                        |                        |                  |                       |                       |                 |                       |                       |                   |               |             |                 |                   |                   |                 |                 |                 |               |               |        |        |        |        |        |        |        |        |        |        |        |        |        |        |        |        |        |        |        |
| Ruka HS142 | Ruka HS142        | Lillehammer HS98  | Lillehammer HS140 | Klingenthal HS140      | Klingenthal HS140      | Engelberg HS140        | Engelberg HS140        | Oberstdorf HS137             | Garmisch-Partenkirchen HS142 | Innsbruck HS128     | Bischofshofen HS142          | Wisła HS134     | Zakopane HS140         | Willingen HS147        | Willingen HS147  | Lake Placid HS128     | Lake Placid HS128     | Sapporo HS137   | Sapporo HS137         | Oberstdorf HS235      | Oberstdorf HS235  | Lahti HS130   | Lahti HS130 | Oslo HS134      | Oslo HS134        | Trondheim HS105   | Trondheim HS138 | Vikersund HS240 | Vikersund HS240 | Planica HS240 | Planica HS240 | punkty | punkty | punkty | punkty | punkty | punkty | punkty | punkty | punkty | punkty | punkty | punkty | punkty | punkty | punkty | punkty | punkty | punkty | punkty |
| 27 | 41                | 40                | 30                | 21                     | 19                     | 17                     | 18                     | 16                           | 19                           | 12                  | 13                           | 12              | 10                     | 22                     | 10               | 20                    | 8                     | 24              | 7                     | 13                    | 13                | 25            | 25          | 13              | 9                 | 16                | 20              | 36              | 18              | 26            | 19            | 449    | 449    | 449    | 449    | 449    | 449    | 449    | 449    | 449    | 449    | 449    | 449    | 449    | 449    | 449    | 449    | 449    | 449    | 449    |
| Sezon 2024/2025 |                   |                   |                   |                        |                        |                        |                        |                              |                              |                     |                              |                 |                        |                        |                  |                       |                       |                 |                       |                       |                   |               |             |                 |                   |                   |                 |                 |                 |               |               |        |        |        |        |        |        |        |        |        |        |        |        |        |        |        |        |        |        |        |
| Lillehammer HS140 | Lillehammer HS140 | Ruka HS142        | Ruka HS142        | Wisła HS134            | Wisła HS134            | Titisee-Neustadt HS142 | Titisee-Neustadt HS142 | Engelberg HS140              | Engelberg HS140              | Oberstdorf HS137    | Garmisch-Partenkirchen HS142 | Innsbruck HS128 | Bischofshofen HS142    | Zakopane HS140         | Oberstdorf HS235 | Oberstdorf HS235      | Willingen HS147       | Willingen HS147 | Lake Placid HS128     | Lake Placid HS128     | Sapporo HS137     | Sapporo HS137 | Oslo HS134  | Vikersund HS240 | Vikersund HS240   | Lahti HS130       | Planica HS240   | Planica HS240   | punkty          | punkty        | punkty        | punkty | punkty | punkty | punkty | punkty | punkty | punkty | punkty | punkty | punkty | punkty | punkty | punkty | punkty | punkty | punkty |        |        |        |
| 25 | 39                | 14                | 8                 | 10                     | 6                      | 36                     | 18                     | 19                           | 24                           | 23                  | 13                           | -               | 10                     | 16                     | 24               | 25                    | 30                    | 23              | 8                     | 10                    | 9                 | 14            | 15          | 21              | 17                | 13                | 13              | 17              | 444             | 444           | 444           | 444    | 444    | 444    | 444    | 444    | 444    | 444    | 444    | 444    | 444    | 444    | 444    | 444    | 444    | 444    | 444    |        |        |        |
| Legenda |                   |                   |                   |                        |                        |                        |                        |                              |                              |                     |                              |                 |                        |                        |                  |                       |                       |                 |                       |                       |                   |               |             |                 |                   |                   |                 |                 |                 |               |               |        |        |        |        |        |        |        |        |        |        |        |        |        |        |        |        |        |        |        |
| 1 2 3 4-10 11-30 poniżej 30 dq – dyskwalifikacja q – dyskwalifikacja w kwalifikacjach q – zawodnik nie zakwalifikował się - – zawodnik nie wystartował |                   |                   |                   |                        |                        |                        |                        |                              |                              |                     |                              |                 |                        |                        |                  |                       |                       |                 |                       |                       |                   |               |             |                 |                   |                   |                 |                 |                 |               |               |        |        |        |        |        |        |        |        |        |        |        |        |        |        |        |        |        |        |        |

### Miejsca w poszczególnych konkursach drużynowychPucharu Świata
stan po zakończeniu sezonu 2024/2025
| Źródło                                                                          | Źródło          | Źródło          | Źródło                    | Źródło                         | Źródło         | Źródło                    | Źródło                    | Źródło              | Źródło        |
| ------------------------------------------------------------------------------- | --------------- | --------------- | ------------------------- | ------------------------------ | -------------- | ------------------------- | ------------------------- | ------------------- | ------------- |
| Sezon 2023/2024                                                                 | Sezon 2023/2024 | Sezon 2023/2024 | Sezon 2023/2024           | Wisła HS134 (duety)            | Zakopane HS140 | Lake Placid HS128 (duety) | Oberstdorf HS235 (duety)  | Lahti HS130         | Planica HS240 |
| Sezon 2023/2024                                                                 | Sezon 2023/2024 | Sezon 2023/2024 | Sezon 2023/2024           | 5                              | 4              | 4                         | 4                         | 5                   | 4             |
| Sezon 2024/2025                                                                 | Sezon 2024/2025 | Sezon 2024/2025 | Lillehammer HS140 (mikst) | Titisee-Neustadt HS142 (duety) | Zakopane HS140 | Willingen HS147 (mikst)   | Lake Placid HS128 (mikst) | Lahti HS130 (duety) | Planica HS240 |
| Sezon 2024/2025                                                                 | Sezon 2024/2025 | Sezon 2024/2025 | 5                         | 5                              | 8              | 4                         | 8                         | 3                   | 5             |
| Legenda                                                                         |                 |                 |                           |                                |                |                           |                           |                     |               |
| 1 2 3 4-8 poniżej 8 (Duety: 1 2 3 4-12 poniżej 12) - – zawodnik nie wystartował |                 |                 |                           |                                |                |                           |                           |                     |               |

### Puchar Świata w lotach

#### Miejsca w klasyfikacji generalnej
| Sezon     | Miejsce |
| --------- | ------- |
| 2023/2024 | 21.     |
| 2024/2025 | 18.     |

### Turniej Czterech Skoczni

#### Miejsca w klasyfikacji generalnej
| Sezon     | Miejsce |
| --------- | ------- |
| 2022/2023 | 47.     |
| 2023/2024 | 12.     |
| 2024/2025 | 27.     |

### Raw Air

#### Miejsca w klasyfikacji generalnej
| Sezon | Miejsce |
| ----- | ------- |
| 2023  | 57.     |
| 2024  | 13.     |
| 2025  | 18.     |

### Planica 7

#### Miejsca w klasyfikacji generalnej
| Sezon | Miejsce |
| ----- | ------- |
| 2024  | 21.     |
| 2025  | 15.     |

## Letnie Grand Prix

### Miejsca w klasyfikacji generalnej
| Sezon | Miejsce |
| ----- | ------- |
| 2022  | 5.      |
| 2023  | 3.      |
| 2024  | 9.      |

### Zwycięstwa w konkursach indywidualnych LGP chronologicznie
| Lp. | Dzień       | Rok  | Miejscowość | Skocznia                    | Punkt K | HS    | Skok 1 | Skok 2 | Nota      |
| --- | ----------- | ---- | ----------- | --------------------------- | ------- | ----- | ------ | ------ | --------- |
| 1.  | 17 września | 2022 | Râșnov      | Trambulina Valea Cărbunării | K-90    | HS-97 | 93,5 m | 96,0 m | 253,4 pkt |

### Miejsca na podium w konkursach indywidualnych LGP chronologicznie
| Lp. | Dzień       | Rok  | Miejscowość | Skocznia                    | Punkt K | HS    | Skok 1 | Skok 2 | Nota      | Lok. | Strata  | Zwycięzca          |
| --- | ----------- | ---- | ----------- | --------------------------- | ------- | ----- | ------ | ------ | --------- | ---- | ------- | ------------------ |
| 1.  | 17 września | 2022 | Râșnov      | Trambulina Valea Cărbunării | K-90    | HS-97 | 93,5 m | 96,0 m | 253,4 pkt | 1.   | –       | –                  |
| 2.  | 23 września | 2023 | Râșnov      | Trambulina Valea Cărbunării | K-90    | HS-97 | 93,0 m | 92,0 m | 240,5 pkt | 2.   | 3,2 pkt | Gregor Deschwanden |
| 3.  | 22 września | 2024 | Râșnov      | Trambulina Valea Cărbunării | K-90    | HS-97 | 96,0 m | 95,5 m | 253,1 pkt | 2.   | 1,1 pkt | Paweł Wąsek        |

### Miejsca w poszczególnych konkursach indywidualnychLGP
stan po zakończeniu LGP 2024
| Źródło | Źródło           | Źródło           | Źródło        | Źródło          | Źródło            | Źródło          | Źródło          | Źródło            | Źródło | Źródło | Źródło | Źródło | Źródło | Źródło | Źródło | Źródło | Źródło | Źródło | Źródło | Źródło | Źródło | Źródło | Źródło | Źródło | Źródło | Źródło |
| --- | ---------------- | ---------------- | ------------- | --------------- | ----------------- | --------------- | --------------- | ----------------- | ------ | ------ | ------ | ------ | ------ | ------ | ------ | ------ | ------ | ------ | ------ | ------ | ------ | ------ | ------ | ------ | ------ | ------ |
| 2022 |                  |                  |               |                 |                   |                 |                 |                   |        |        |        |        |        |        |        |        |        |        |        |        |        |        |        |        |        |        |
| Wisła HS134 | Wisła HS134      | Courchevel HS135 | Râșnov HS97   | Hinzenbach HS90 | Klingenthal HS140 | punkty          | punkty          | punkty            | punkty | punkty | punkty | punkty | punkty | punkty |        |        |        |        |        |        |        |        |        |        |        |        |
| - | -                | -                | 1             | 5               | 11                | 169             | 169             | 169               | 169    | 169    | 169    | 169    | 169    | 169    |        |        |        |        |        |        |        |        |        |        |        |        |
| 2023 |                  |                  |               |                 |                   |                 |                 |                   |        |        |        |        |        |        |        |        |        |        |        |        |        |        |        |        |        |        |
| Courchevel HS132 | Courchevel HS132 | Szczyrk HS104    | Szczyrk HS104 | Râșnov HS97     | Râșnov HS97       | Hinzenbach HS90 | Hinzenbach HS90 | Klingenthal HS140 | punkty |        |        |        |        |        |        |        |        |        |        |        |        |        |        |        |        |        |
| 4 | 5                | 6                | 6             | 2               | 4                 | 30              | 22              | 37                | 315    |        |        |        |        |        |        |        |        |        |        |        |        |        |        |        |        |        |
| 2024 |                  |                  |               |                 |                   |                 |                 |                   |        |        |        |        |        |        |        |        |        |        |        |        |        |        |        |        |        |        |
| Courchevel HS132 | Courchevel HS132 | Wisła HS134      | Wisła HS134   | Râșnov HS97     | Râșnov HS97       | Hinzenbach HS90 | Hinzenbach HS90 | Klingenthal HS140 | punkty | punkty | punkty | punkty | punkty | punkty | punkty | punkty | punkty |        |        |        |        |        |        |        |        |        |
| - | -                | -                | -             | 4               | 2                 | 30              | 12              | 13                | 173    | 173    | 173    | 173    | 173    | 173    | 173    | 173    | 173    |        |        |        |        |        |        |        |        |        |
| Legenda |                  |                  |               |                 |                   |                 |                 |                   |        |        |        |        |        |        |        |        |        |        |        |        |        |        |        |        |        |        |
| 1 2 3 4-10 11-30 poniżej 30 dq – dyskwalifikacja q – dyskwalifikacja w kwalifikacjach q – zawodnik nie zakwalifikował się - – zawodnik nie wystartował |                  |                  |               |                 |                   |                 |                 |                   |        |        |        |        |        |        |        |        |        |        |        |        |        |        |        |        |        |        |

### Miejsca na podium w konkursach drużynowych LGP chronologicznie
| Lp. | Dzień          | Rok  | Miejscowość | Skocznia                    | Punkt K | HS     | Skład        | Skok 1  | Skok 2  | Skok 3 | Nota                  | Lok. | Strata   | Zwycięzca |
| --- | -------------- | ---- | ----------- | --------------------------- | ------- | ------ | ------------ | ------- | ------- | ------ | --------------------- | ---- | -------- | --------- |
| 1.  | 17 września    | 2022 | Râșnov      | Trambulina Valea Cărbunării | K-90    | HS-97  | duety        | 87,0 m  | 93,0 m  | 92,0 m | 709,3 pkt (353,2 pkt) | 3.   | 30,2 pkt | Austria   |
| 2.  | 8 października | 2023 | Klingenthal | Vogtland Arena              | K-125   | HS-140 | druż. miesz. | 124,5 m | 129,5 m | –      | 932,0 pkt (235,8 pkt) | 2.   | 44,2 pkt | Niemcy    |

### Miejsca w poszczególnych konkursach drużynowychLGP
stan po zakończeniu LGP 2024
| Źródło                              | Źródło | Źródło | Źródło | Źródło | Źródło | Źródło | Źródło              | Źródło              | Źródło                    |
| ----------------------------------- | ------ | ------ | ------ | ------ | ------ | ------ | ------------------- | ------------------- | ------------------------- |
| 2022                                | 2022   | 2022   | 2022   | 2022   | 2022   | 2022   | Râșnov HS97 (duety) | Râșnov HS97 (mikst) | Klingenthal HS140 (mikst) |
| 2022                                | 2022   | 2022   | 2022   | 2022   | 2022   | 2022   | 3                   | 9                   | -                         |
| 2023                                | 2023   | 2023   | 2023   | 2023   | 2023   | 2023   | 2023                | 2023                | Klingenthal HS140 (mikst) |
| 2023                                | 2023   | 2023   | 2023   | 2023   | 2023   | 2023   | 2023                | 2023                | 2                         |
| 2024                                | 2024   | 2024   | 2024   | 2024   | 2024   | 2024   | 2024                | 2024                | Klingenthal HS140 (mikst) |
| 2024                                | 2024   | 2024   | 2024   | 2024   | 2024   | 2024   | 2024                | 2024                | 4                         |
| Legenda                             |        |        |        |        |        |        |                     |                     |                           |
| 1 2 3 4-8 poniżej 8 - – brak startu |        |        |        |        |        |        |                     |                     |                           |

## Puchar Kontynentalny

### Miejsca w klasyfikacji generalnej
| Sezon     | Miejsce |
| --------- | ------- |
| 2019/2020 | 74.     |
| 2021/2022 | 48.     |

### Miejsca w poszczególnych konkursachPucharu Kontynentalnego
stan po zakończeniu sezonu 2024/2025
| Sezon 2017/2018                                                               |                   |                 |                 |                     |                     |                        |                        |                     |                     |                 |                 |                     |                     |                     |                     |                  |                     |                     |                  |                  |                   |                   |                |                |                |                |                   |        |        |        |        |        |        |        |        |        |        |        |        |        |        |        |        |        |        |        |        |        |        |        |        |        |        |        |        |        |        |        |        |        |        |        |        |        |        |        |        |
| Whistler HS104                                                                | Whistler HS104    | Ruka HS142      | Ruka HS142      | Engelberg HS140     | Engelberg HS140     | Titisee-Neustadt HS142 | Titisee-Neustadt HS142 | Bischofshofen HS140 | Bischofshofen HS140 | Erzurum HS140   | Erzurum HS140   | Sapporo HS100       | Sapporo HS137       | Sapporo HS137       | Planica HS138       | Planica HS138    | Iron Mountain HS133 | Iron Mountain HS133 | Brotterode HS117 | Brotterode HS117 | Klingenthal HS140 | Klingenthal HS140 | Rena HS139     | Rena HS139     | Zakopane HS140 | Zakopane HS140 | Czajkowskij HS140 | punkty | punkty | punkty | punkty | punkty | punkty | punkty | punkty | punkty | punkty | punkty | punkty | punkty | punkty | punkty | punkty | punkty | punkty | punkty | punkty | punkty | punkty | punkty | punkty | punkty | punkty | punkty | punkty | punkty | punkty | punkty | punkty | punkty | punkty | punkty | punkty | punkty | punkty | punkty | punkty |
| -                                                                             | -                 | -               | -               | dq                  | 38                  | 46                     | 44                     | -                   | -                   | -               | -               | -                   | -                   | -                   | -                   | -                | -                   | -                   | -                | -                | -                 | -                 | -              | -              | -              | -              | -                 | 0      | 0      | 0      | 0      | 0      | 0      | 0      | 0      | 0      | 0      | 0      | 0      | 0      | 0      | 0      | 0      | 0      | 0      | 0      | 0      | 0      | 0      | 0      | 0      | 0      | 0      | 0      | 0      | 0      | 0      | 0      | 0      | 0      | 0      | 0      | 0      | 0      | 0      | 0      | 0      |
| Sezon 2019/2020                                                               |                   |                 |                 |                     |                     |                        |                        |                     |                     |                 |                 |                     |                     |                     |                     |                  |                     |                     |                  |                  |                   |                   |                |                |                |                |                   |        |        |        |        |        |        |        |        |        |        |        |        |        |        |        |        |        |        |        |        |        |        |        |        |        |        |        |        |        |        |        |        |        |        |        |        |        |        |        |        |
| Vikersund HS117                                                               | Vikersund HS117   | Ruka HS142      | Ruka HS142      | Bischofshofen HS142 | Bischofshofen HS142 | Klingenthal HS140      | Klingenthal HS140      | Sapporo HS137       | Sapporo HS137       | Planica HS138   | Planica HS138   | Brotterode HS117    | Brotterode HS117    | Iron Mountain HS133 | Iron Mountain HS133 | Predazzo HS104   | Predazzo HS104      | Rena HS139          | Lahti HS130      | Lahti HS130      | punkty            | punkty            | punkty         | punkty         | punkty         | punkty         | punkty            | punkty | punkty | punkty | punkty | punkty | punkty | punkty | punkty | punkty | punkty | punkty | punkty | punkty | punkty | punkty | punkty | punkty | punkty | punkty | punkty | punkty | punkty | punkty | punkty | punkty | punkty | punkty | punkty | punkty | punkty | punkty | punkty | punkty |        |        |        |        |        |        |        |
| -                                                                             | -                 | -               | -               | -                   | -                   | -                      | -                      | 18                  | 16                  | -               | -               | -                   | -                   | -                   | -                   | 37               | 43                  | -                   | -                | -                | 28                | 28                | 28             | 28             | 28             | 28             | 28                | 28     | 28     | 28     | 28     | 28     | 28     | 28     | 28     | 28     | 28     | 28     | 28     | 28     | 28     | 28     | 28     | 28     | 28     | 28     | 28     | 28     | 28     | 28     | 28     | 28     | 28     | 28     | 28     | 28     | 28     | 28     | 28     | 28     |        |        |        |        |        |        |        |
| Sezon 2021/2022                                                               |                   |                 |                 |                     |                     |                        |                        |                     |                     |                 |                 |                     |                     |                     |                     |                  |                     |                     |                  |                  |                   |                   |                |                |                |                |                   |        |        |        |        |        |        |        |        |        |        |        |        |        |        |        |        |        |        |        |        |        |        |        |        |        |        |        |        |        |        |        |        |        |        |        |        |        |        |        |        |
| Zhangjiakou HS140                                                             | Zhangjiakou HS140 | Vikersund HS117 | Vikersund HS117 | Ruka HS142          | Ruka HS142          | Engelberg HS140        | Engelberg HS140        | Oberstdorf HS137    | Oberstdorf HS137    | Innsbruck HS128 | Innsbruck HS128 | Iron Mountain HS133 | Iron Mountain HS133 | Iron Mountain HS133 | Brotterode HS117    | Brotterode HS117 | Rena HS139          | Rena HS139          | Planica HS138    | Planica HS138    | Lahti HS130       | Lahti HS130       | Zakopane HS140 | Zakopane HS140 | Zakopane HS140 | punkty         | punkty            | punkty | punkty | punkty | punkty | punkty | punkty | punkty | punkty | punkty | punkty | punkty | punkty | punkty | punkty | punkty | punkty | punkty | punkty | punkty | punkty | punkty | punkty | punkty | punkty | punkty | punkty | punkty | punkty | punkty | punkty | punkty | punkty | punkty | punkty | punkty | punkty | punkty | punkty |        |        |
| -                                                                             | -                 | 9               | 10              | 24                  | 9                   | 18                     | 23                     | -                   | -                   | -               | -               | -                   | -                   | -                   | -                   | -                | -                   | -                   | -                | -                | -                 | -                 | -              | -              | -              | 112            | 112               | 112    | 112    | 112    | 112    | 112    | 112    | 112    | 112    | 112    | 112    | 112    | 112    | 112    | 112    | 112    | 112    | 112    | 112    | 112    | 112    | 112    | 112    | 112    | 112    | 112    | 112    | 112    | 112    | 112    | 112    | 112    | 112    | 112    | 112    | 112    | 112    | 112    | 112    |        |        |
| Legenda                                                                       |                   |                 |                 |                     |                     |                        |                        |                     |                     |                 |                 |                     |                     |                     |                     |                  |                     |                     |                  |                  |                   |                   |                |                |                |                |                   |        |        |        |        |        |        |        |        |        |        |        |        |        |        |        |        |        |        |        |        |        |        |        |        |        |        |        |        |        |        |        |        |        |        |        |        |        |        |        |        |
| 1 2 3 4-10 11-30 poniżej 30 dq – dyskwalifikacja - – zawodnik nie wystartował |                   |                 |                 |                     |                     |                        |                        |                     |                     |                 |                 |                     |                     |                     |                     |                  |                     |                     |                  |                  |                   |                   |                |                |                |                |                   |        |        |        |        |        |        |        |        |        |        |        |        |        |        |        |        |        |        |        |        |        |        |        |        |        |        |        |        |        |        |        |        |        |        |        |        |        |        |        |        |

## Letni Puchar Kontynentalny

### Miejsca w klasyfikacji generalnej
| Sezon | Miejsce |
| ----- | ------- |
| 2021  | 46.     |
| 2022  | 13.     |
| 2024  | 25.     |

### Miejsca na podium w konkursach indywidualnych Letniego Pucharu Kontynentalnego chronologicznie
| Lp. | Dzień      | Rok  | Miejscowość | Skocznia       | Punkt K | HS     | Skok 1  | Skok 2  | Nota      | Lok. | Strata  | Zwycięzca     |
| --- | ---------- | ---- | ----------- | -------------- | ------- | ------ | ------- | ------- | --------- | ---- | ------- | ------------- |
| 1.  | 3 września | 2022 | Lillehammer | Lysgårdsbakken | K-123   | HS-140 | 138,0 m | 136,0 m | 263,0 pkt | 2.   | 5,3 pkt | Sondre Ringen |
| 2.  | 4 września | 2022 | Lillehammer | Lysgårdsbakken | K-123   | HS-140 | 138,0 m | 134,5 m | 273,6 pkt | 2.   | 1,2 pkt | Sondre Ringen |

### Miejsca w poszczególnych konkursachLetniego Pucharu Kontynentalnego
stan po zakończeniu LPK 2024
| Źródło                                                                        | Źródło             | Źródło          | Źródło          | Źródło            | Źródło            | Źródło              | Źródło              | Źródło            | Źródło       | Źródło            | Źródło            | Źródło            | Źródło | Źródło | Źródło | Źródło | Źródło | Źródło | Źródło | Źródło | Źródło | Źródło | Źródło | Źródło | Źródło | Źródło |
| ----------------------------------------------------------------------------- | ------------------ | --------------- | --------------- | ----------------- | ----------------- | ------------------- | ------------------- | ----------------- | ------------ | ----------------- | ----------------- | ----------------- | ------ | ------ | ------ | ------ | ------ | ------ | ------ | ------ | ------ | ------ | ------ | ------ | ------ | ------ |
| 2017                                                                          |                    |                 |                 |                   |                   |                     |                     |                   |              |                   |                   |                   |        |        |        |        |        |        |        |        |        |        |        |        |        |        |
| Kranj HS109                                                                   | Kranj HS109        | Szczyrk HS106   | Wisła HS134     | Frenštát HS106    | Stams HS115       | Stams HS115         | Trondheim HS138     | Trondheim HS138   | Râșnov HS100 | Râșnov HS100      | Klingenthal HS140 | Klingenthal HS140 | punkty |        |        |        |        |        |        |        |        |        |        |        |        |        |
| 48                                                                            | 55                 | -               | -               | -                 | 48                | 51                  | -                   | -                 | -            | -                 | -                 | -                 | 0      |        |        |        |        |        |        |        |        |        |        |        |        |        |
| 2021                                                                          |                    |                 |                 |                   |                   |                     |                     |                   |              |                   |                   |                   |        |        |        |        |        |        |        |        |        |        |        |        |        |        |
| Kuopio HS127                                                                  | Kuopio HS127       | Frenštát HS106  | Frenštát HS106  | Râșnov HS97       | Râșnov HS97       | Bischofshofen HS142 | Bischofshofen HS142 | Oslo HS106        | Oslo HS106   | Klingenthal HS140 | Klingenthal HS140 | punkty            | punkty | punkty | punkty | punkty | punkty | punkty | punkty | punkty |        |        |        |        |        |        |
| -                                                                             | -                  | -               | -               | -                 | -                 | -                   | -                   | -                 | -            | 21                | 4                 | 60                | 60     | 60     | 60     | 60     | 60     | 60     | 60     | 60     |        |        |        |        |        |        |
| 2022                                                                          |                    |                 |                 |                   |                   |                     |                     |                   |              |                   |                   |                   |        |        |        |        |        |        |        |        |        |        |        |        |        |        |
| Lillehammer HS140                                                             | Lillehammer HS140  | Stams HS115     | Stams HS115     | Klingenthal HS140 | Klingenthal HS140 | Lake Placid HS100   | Lake Placid HS128   | Lake Placid HS128 | punkty       | punkty            | punkty            | punkty            | punkty | punkty | punkty | punkty | punkty |        |        |        |        |        |        |        |        |        |
| 2                                                                             | 2                  | -               | -               | -                 | -                 | -                   | -                   | -                 | 160          | 160               | 160               | 160               | 160    | 160    | 160    | 160    | 160    |        |        |        |        |        |        |        |        |        |
| 2024                                                                          |                    |                 |                 |                   |                   |                     |                     |                   |              |                   |                   |                   |        |        |        |        |        |        |        |        |        |        |        |        |        |        |
| Hinterzarten HS109                                                            | Hinterzarten HS109 | Trondheim HS138 | Trondheim HS138 | Stams HS115       | Stams HS115       | Klingenthal HS140   | Klingenthal HS140   | punkty            | punkty       | punkty            | punkty            | punkty            | punkty | punkty | punkty | punkty |        |        |        |        |        |        |        |        |        |        |
| -                                                                             | -                  | 10              | 5               | -                 | -                 | -                   | -                   | 71                | 71           | 71                | 71                | 71                | 71     | 71     | 71     | 71     |        |        |        |        |        |        |        |        |        |        |
| Legenda                                                                       |                    |                 |                 |                   |                   |                     |                     |                   |              |                   |                   |                   |        |        |        |        |        |        |        |        |        |        |        |        |        |        |
| 1 2 3 4-10 11-30 poniżej 30 dq – dyskwalifikacja - − zawodnik nie wystartował |                    |                 |                 |                   |                   |                     |                     |                   |              |                   |                   |                   |        |        |        |        |        |        |        |        |        |        |        |        |        |        |

## FIS Cup

### Miejsca w klasyfikacji generalnej
| Sezon     | Miejsce |
| --------- | ------- |
| 2016/2017 | 37.     |
| 2018/2019 | 19.     |
| 2019/2020 | 30.     |
| 2020/2021 | 39.     |

### Zwycięstwa w konkursach indywidualnych FIS Cupu chronologicznie
| Lp. | Dzień       | Rok  | Miejscowość | Skocznia                    | Punkt K | HS     | Skok 1  | Skok 2  | Nota      |
| --- | ----------- | ---- | ----------- | --------------------------- | ------- | ------ | ------- | ------- | --------- |
| 1.  | 15 września | 2018 | Râșnov      | Trambulina Valea Cărbunării | K-90    | HS-97  | 96,5 m  | 92,5 m  | 232,9 pkt |
| 2.  | 16 września | 2018 | Râșnov      | Trambulina Valea Cărbunării | K-90    | HS-97  | 96,0 m  | 92,5 m  | 241,7 pkt |
| 3.  | 18 sierpnia | 2019 | Pjongczang  | Alpensia Jumping Park       | K-98    | HS-109 | 107,0 m | 108,0 m | 228,3 pkt |

### Miejsca na podium w konkursach indywidualnych FIS Cupu chronologicznie
| Lp. | Dzień       | Rok  | Miejscowość | Skocznia                    | Punkt K | HS     | Skok 1  | Skok 2  | Nota      | Lok. | Strata | Zwycięzca |
| --- | ----------- | ---- | ----------- | --------------------------- | ------- | ------ | ------- | ------- | --------- | ---- | ------ | --------- |
| 1.  | 15 września | 2018 | Râșnov      | Trambulina Valea Cărbunării | K-90    | HS-97  | 96,5 m  | 92,5 m  | 232,9 pkt | 1.   | –      | –         |
| 2.  | 16 września | 2018 | Râșnov      | Trambulina Valea Cărbunării | K-90    | HS-97  | 96,0 m  | 92,5 m  | 241,7 pkt | 1.   | –      | –         |
| 3.  | 18 sierpnia | 2019 | Pjongczang  | Alpensia Jumping Park       | K-98    | HS-109 | 107,0 m | 108,0 m | 228,3 pkt | 1.   | –      | –         |

### Miejsca w poszczególnych konkursachFIS Cupu
stan po zakończeniu sezonu 2024/2025
| Źródło                                                                        | Źródło        | Źródło           | Źródło           | Źródło           | Źródło           | Źródło           | Źródło           | Źródło             | Źródło             | Źródło         | Źródło         | Źródło         | Źródło         | Źródło               | Źródło               | Źródło          | Źródło          | Źródło         | Źródło         | Źródło       | Źródło       | Źródło | Źródło | Źródło | Źródło | Źródło | Źródło | Źródło | Źródło | Źródło | Źródło | Źródło | Źródło | Źródło | Źródło | Źródło | Źródło | Źródło | Źródło |
| ----------------------------------------------------------------------------- | ------------- | ---------------- | ---------------- | ---------------- | ---------------- | ---------------- | ---------------- | ------------------ | ------------------ | -------------- | -------------- | -------------- | -------------- | -------------------- | -------------------- | --------------- | --------------- | -------------- | -------------- | ------------ | ------------ | ------ | ------ | ------ | ------ | ------ | ------ | ------ | ------ | ------ | ------ | ------ | ------ | ------ | ------ | ------ | ------ | ------ | ------ |
| Sezon 2016/2017                                                               |               |                  |                  |                  |                  |                  |                  |                    |                    |                |                |                |                |                      |                      |                 |                 |                |                |              |              |        |        |        |        |        |        |        |        |        |        |        |        |        |        |        |        |        |        |
| Villach HS98                                                                  | Villach HS98  | Szczyrk HS106    | Szczyrk HS106    | Kuopio HS127     | Kuopio HS127     | Einsiedeln HS117 | Einsiedeln HS117 | Hinterzarten HS108 | Hinterzarten HS108 | Râșnov HS100   | Râșnov HS100   | Notodden HS98  | Notodden HS98  | Zakopane HS134       | Zakopane HS134       | Eau Claire HS95 | Eau Claire HS95 | Sapporo HS100  | Sapporo HS134  | punkty       | punkty       | punkty | punkty | punkty | punkty | punkty | punkty | punkty | punkty | punkty | punkty | punkty | punkty | punkty | punkty | punkty | punkty | punkty |        |
| -                                                                             | -             | -                | -                | -                | -                | -                | -                | 62                 | 42                 | -              | -              | -              | -              | 50                   | 68                   | 17              | 13              | 5              | 6              | 119          | 119          | 119    | 119    | 119    | 119    | 119    | 119    | 119    | 119    | 119    | 119    | 119    | 119    | 119    | 119    | 119    | 119    | 119    |        |
| Sezon 2017/2018                                                               |               |                  |                  |                  |                  |                  |                  |                    |                    |                |                |                |                |                      |                      |                 |                 |                |                |              |              |        |        |        |        |        |        |        |        |        |        |        |        |        |        |        |        |        |        |
| Villach HS98                                                                  | Villach HS98  | Kuopio HS127     | Kuopio HS127     | Kandersteg HS106 | Kandersteg HS106 | Râșnov HS100     | Râșnov HS100     | Whistler HS104     | Whistler HS104     | Notodden HS100 | Notodden HS100 | Zakopane HS140 | Zakopane HS140 | Planica HS102        | Planica HS102        | Rastbüchl HS78  | Rastbüchl HS78  | Villach HS98   | Villach HS98   | Falun HS100  | punkty       | punkty | punkty | punkty | punkty | punkty | punkty | punkty | punkty | punkty | punkty | punkty | punkty | punkty | punkty | punkty | punkty | punkty | punkty |
| 46                                                                            | dq            | -                | -                | 41               | 32               | -                | -                | -                  | -                  | -              | -              | -              | -              | -                    | -                    | -               | -               | -              | -              | -            | 0            | 0      | 0      | 0      | 0      | 0      | 0      | 0      | 0      | 0      | 0      | 0      | 0      | 0      | 0      | 0      | 0      | 0      | 0      |
| Sezon 2018/2019                                                               |               |                  |                  |                  |                  |                  |                  |                    |                    |                |                |                |                |                      |                      |                 |                 |                |                |              |              |        |        |        |        |        |        |        |        |        |        |        |        |        |        |        |        |        |        |
| Villach HS98                                                                  | Villach HS98  | Szczyrk HS106    | Szczyrk HS106    | Râșnov HS97      | Râșnov HS97      | Notodden HS100   | Notodden HS100   | Park City HS100    | Park City HS100    | Zakopane HS140 | Zakopane HS140 | Planica HS102  | Planica HS102  | Rastbüchl HS78       | Rastbüchl HS78       | Villach HS98    | Villach HS98    | punkty         | punkty         | punkty       | punkty       | punkty | punkty | punkty | punkty | punkty | punkty | punkty | punkty | punkty | punkty | punkty | punkty | punkty | punkty | punkty |        |        |        |
| -                                                                             | -             | -                | -                | 1                | 1                | -                | -                | -                  | -                  | -              | -              | -              | -              | -                    | -                    | -               | -               | 200            | 200            | 200          | 200          | 200    | 200    | 200    | 200    | 200    | 200    | 200    | 200    | 200    | 200    | 200    | 200    | 200    | 200    | 200    |        |        |        |
| Sezon 2019/2020                                                               |               |                  |                  |                  |                  |                  |                  |                    |                    |                |                |                |                |                      |                      |                 |                 |                |                |              |              |        |        |        |        |        |        |        |        |        |        |        |        |        |        |        |        |        |        |
| Szczyrk HS104                                                                 | Szczyrk HS104 | Szczuczyńsk HS99 | Szczuczyńsk HS99 | Ljubno HS94      | Ljubno HS94      | Pjongczang HS109 | Pjongczang HS109 | Râșnov HS97        | Râșnov HS97        | Villach HS98   | Villach HS98   | Notodden HS98  | Notodden HS98  | Oberwiesenthal HS105 | Oberwiesenthal HS105 | Zakopane HS140  | Zakopane HS140  | Rastbüchl HS78 | Rastbüchl HS78 | Villach HS98 | Villach HS98 | punkty |        |        |        |        |        |        |        |        |        |        |        |        |        |        |        |        |        |
| -                                                                             | -             | -                | -                | -                | -                | 4                | 1                | -                  | -                  | -              | -              | -              | -              | -                    | -                    | -               | -               | -              | -              | -            | -            | 150    |        |        |        |        |        |        |        |        |        |        |        |        |        |        |        |        |        |
| Sezon 2020/2021                                                               |               |                  |                  |                  |                  |                  |                  |                    |                    |                |                |                |                |                      |                      |                 |                 |                |                |              |              |        |        |        |        |        |        |        |        |        |        |        |        |        |        |        |        |        |        |
| Râșnov HS97                                                                   | Râșnov HS97   | Kandersteg HS106 | Kandersteg HS106 | Zakopane HS140   | Zakopane HS140   | Szczyrk HS104    | Szczyrk HS104    | Lahti HS100        | Lahti HS100        | Villach HS98   | Villach HS98   | Oberhof HS100  | Oberhof HS100  | punkty               | punkty               | punkty          | punkty          | punkty         | punkty         | punkty       | punkty       | punkty | punkty | punkty | punkty | punkty | punkty | punkty | punkty | punkty | punkty | punkty |        |        |        |        |        |        |        |
| -                                                                             | -             | -                | -                | -                | -                | -                | -                | 7                  | 6                  | -              | -              | -              | -              | 76                   | 76                   | 76              | 76              | 76             | 76             | 76           | 76           | 76     | 76     | 76     | 76     | 76     | 76     | 76     | 76     | 76     | 76     | 76     |        |        |        |        |        |        |        |
| Legenda                                                                       |               |                  |                  |                  |                  |                  |                  |                    |                    |                |                |                |                |                      |                      |                 |                 |                |                |              |              |        |        |        |        |        |        |        |        |        |        |        |        |        |        |        |        |        |        |
| 1 2 3 4-10 11-30 poniżej 30 dq – dyskwalifikacja - − zawodnik nie wystartował |               |                  |                  |                  |                  |                  |                  |                    |                    |                |                |                |                |                      |                      |                 |                 |                |                |              |              |        |        |        |        |        |        |        |        |        |        |        |        |        |        |        |        |        |        |